# 歌舞伎町
35°41′41.2″N 139°42′11.4″E / 35.694778°N 139.703167°E

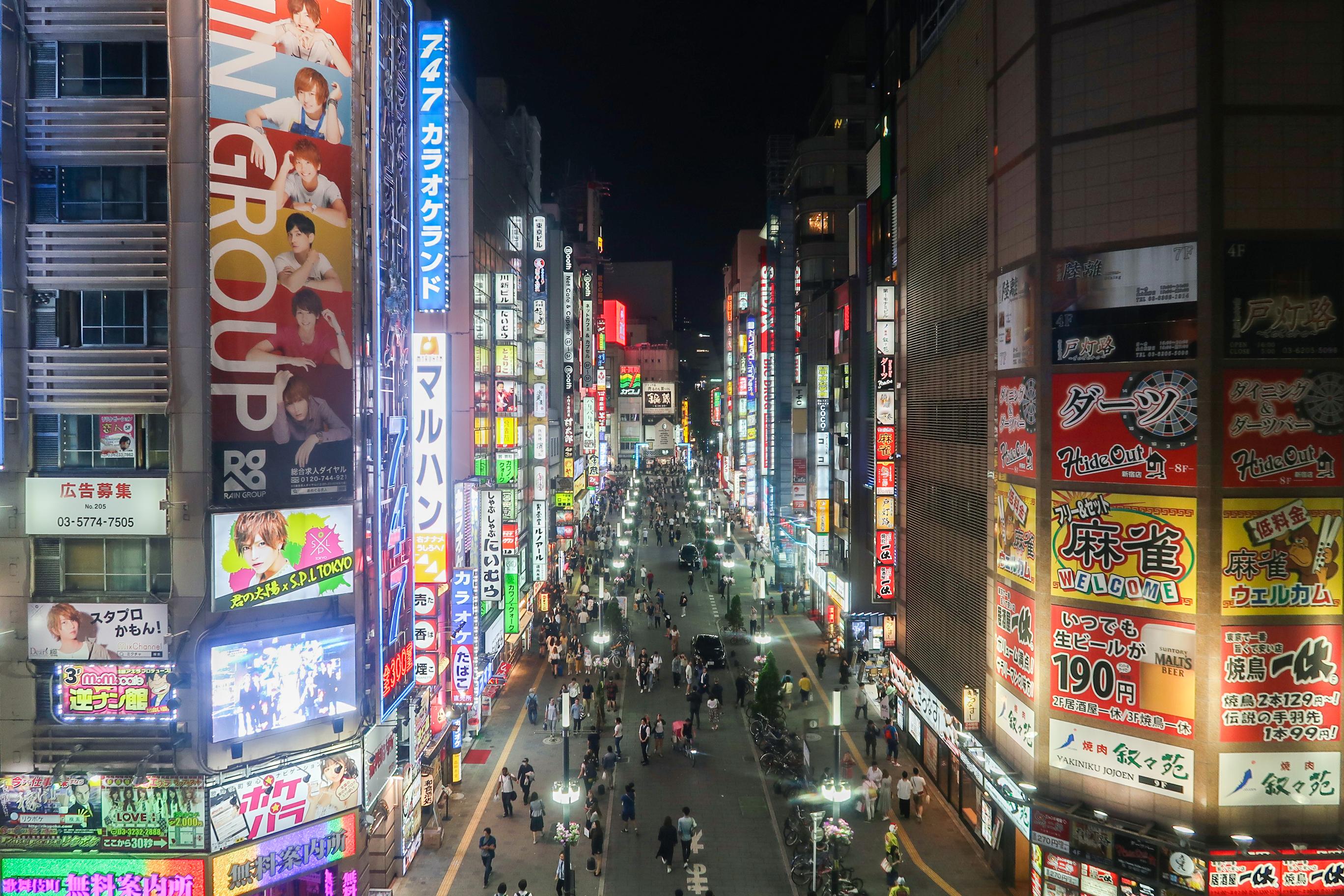
歌舞伎町一丁目

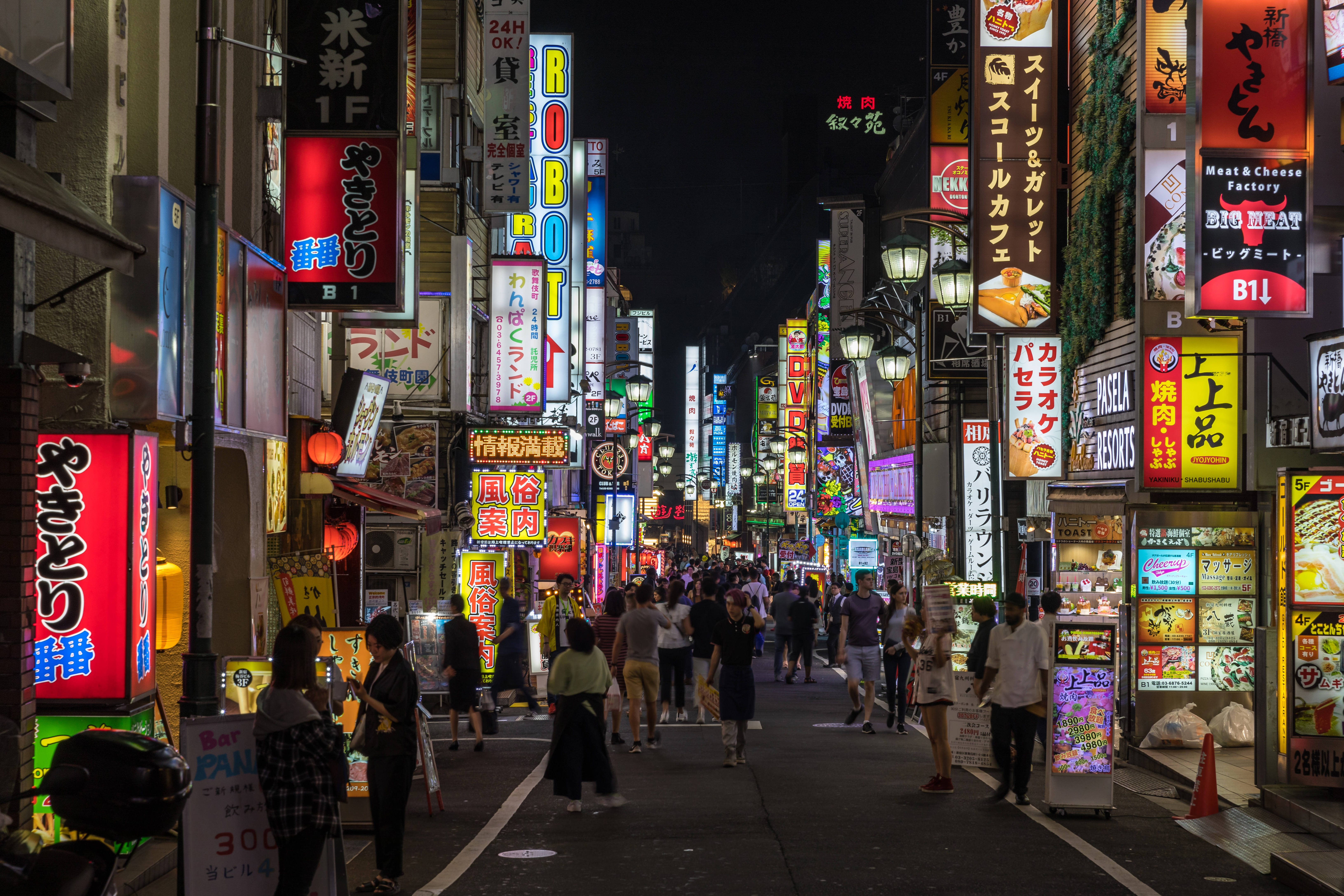
歌舞伎町的霓虹燈招牌

歌舞伎町（日语：／ Kabukichō */?，發音：[kabɯki̥ tɕoː]）是日本東京都新宿區的町名，為餐飲店、娛樂場所、電影院等集中地，是日本少数的大型紅燈區之一。
現行行政分區為歌舞伎町一丁目與歌舞伎町二丁目。全域實施住居表示。人口2,606人（2015年8月1日）。郵遞區號是160-0021。

## 地理

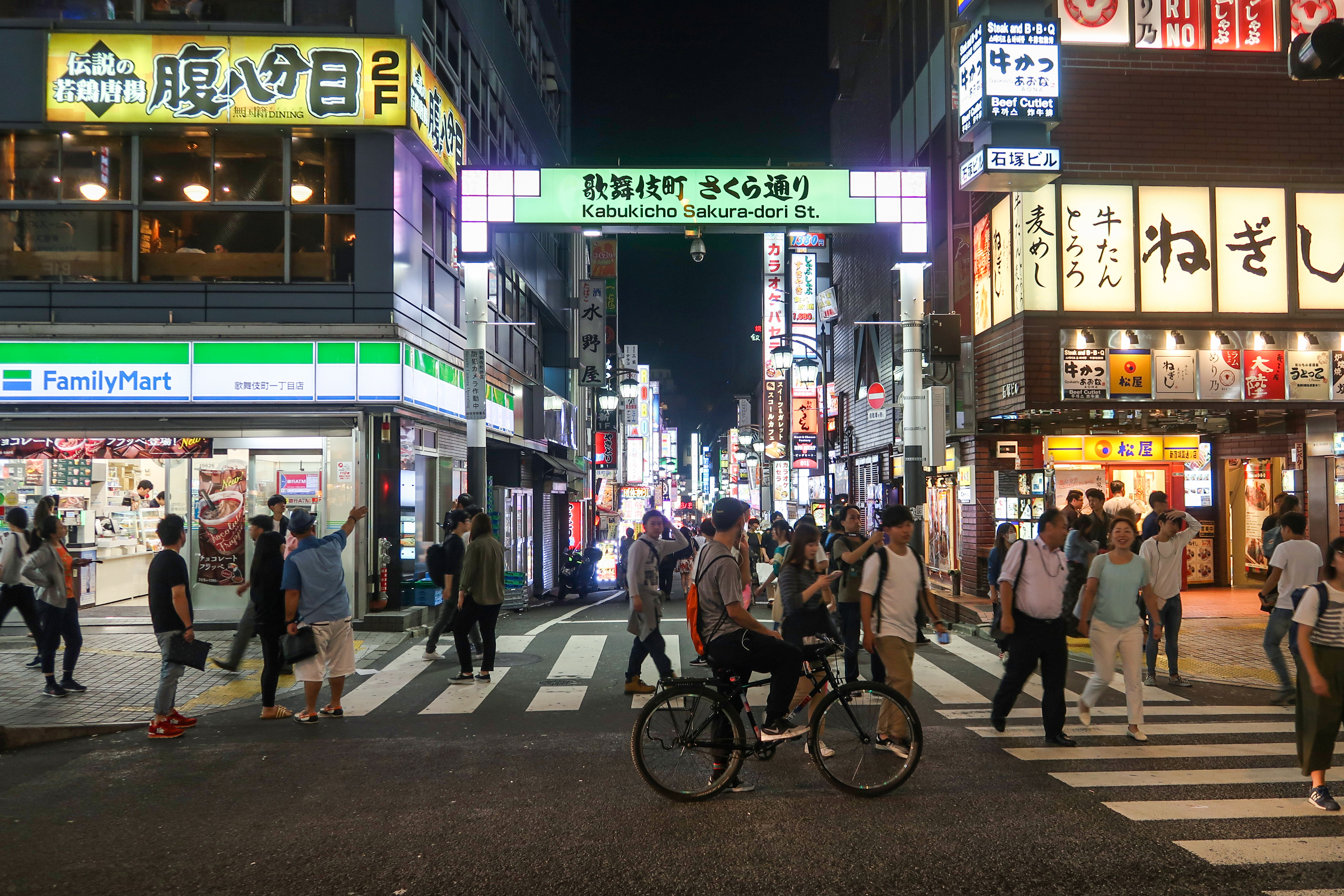
Kabukicho Sakura-dori St.

歌舞伎町屬東京都新宿區，大約是明治通（東）、靖國通（南）、JR中央線（西）、職安通（北）所圍起的範圍（花園神社附近一帶除外），是餐廳、遊樂場、電影院聚集的歡樂街。位於新宿站東口，最接近的車站為西武新宿站。東京都營地下鐵大江戶線新宿西口站或東新宿站皆在附近。從新宿站東口向北走，越過靖國通，就是歌舞伎町的範圍。包括歌舞伎町一番街劇場通（劇場通り），櫻花通（さくら通り），西武新宿通（西武新宿通り），東通（東通り），區公所通（区役所通り）等。
歌舞伎町區內聚集許多電影院、酒吧、風俗店、夜總會、情人旅館等，被稱作「不眠之街」（眠らない街），到深夜依然燈火通明人來人往。合法與非法活動混集為歌舞伎町的獨特氣氛。可說是東洋第一的歡樂街（紅燈區）。

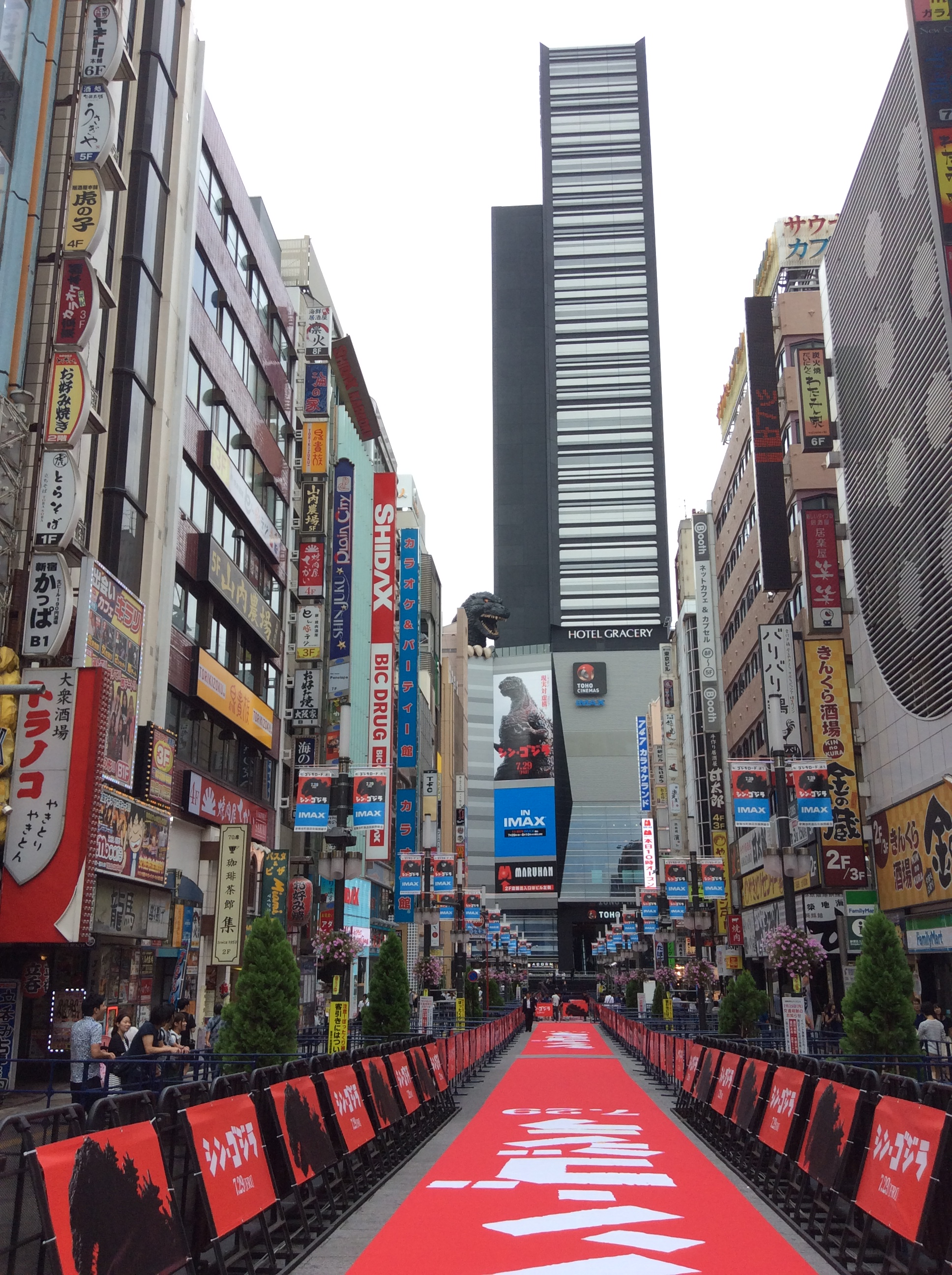
東宝新宿

歌舞伎町有一丁目、二丁目之分。東至明治通、南接靖國通、西至西武新宿線、北至職安通之範圍內，花園通以南是為歌舞伎町一丁目，以北就是歌舞伎町二丁目。

### 歌舞伎町一丁目
新宿東寶大廈、米蘭座等電視院集中在西邊一角。東邊有新宿區役所，穿過去有新宿黃金街（新宿ゴールデン街）。再向東有花園神社。一丁目的巷內飲食店和性風俗店、成人商店等密集地排列著。

### 歌舞伎町二丁目
西有東京都立大久保醫院、職業介紹所，東邊的街道情人旅館林立。區役所街那邊則開有俱樂部、夜總會等。這邊找不到性風俗店。

## 歷史
這一帶原名為角筈（つのはず）。大部分地方屬於舊淀橋區地域（三光町為舊四谷區）。舊稱「大久保」的低窪濕地地帶在明治時代以後為養鴨場。隨著1893年淀橋淨水場的建設，鴨場的水池被填平。1920年東京府立第五女子學校（現在的東京都立富士高等學校）在此建校。學校周圍開發為住宅區。1945年，因東京大空襲而成一片火海。第二次世界大戰後，現在的歌舞伎町一番街附近建設了歌舞伎的表演場地，藝能設施聚集，這個新建的町被命名為「歌舞伎町」。歌舞伎町地區作為住宅區快速地在戰火之後復興重建，被譽為「全首都復興的桂冠」（全首都復興の月桂冠）。當中出力最大的為日本華僑，出資購買了博覽會閒置的空地大加發展。當中知名者如創立Humax（ヒューマックス）公司的林以文。林以文從經營酒館起家的成功故事被譽為神話。
不同過去的住宅區風貌，現在是3,000間以上的酒吧、俱樂部、情人旅館等的集中地，被稱為「慾望的迷宮城市」等而備受批評。歌舞伎町也被列為世界知名的紅燈區，近幾年，大量中國和韓國觀光客來此，白天到處都可以看到旅行團在這裡參觀。

### 地名由來
1948年（昭和23年），決定將此地打造成平民的娛樂場所，因當時東京都建設局長石川榮耀提案而命名為「歌舞伎町」。

### 沿革
歌舞伎町是在第二次世界大戰的戰後重建時期中誕生。
- 1948年4月1日 - 成立歌舞伎町（不設丁目，僅用番地與號數）。

區劃整理區域為角筈一丁目東北部周邊、百人町一丁目、西大久保一丁目（東大久保三丁目）、三光町邊界，當時歌舞伎町範圍基本上相當於現在的歌舞伎町一丁目（扣除西側鐵道沿線與區役所通以東地區）。
- 1950年2月1日 - 淀橋區役所內郵便局遷至歌舞伎町，後更名為新宿區役所內郵便局[4]。
- 1951年12月6日 - 指定為戰災復興土地區割整理地區的新宿地區[5]。
- 1952年3月25日 - 西武新宿站開業。
- 1966年10月14日 - 個室浴場業設置管制外區域[6]。
- 1978年7月1日 - 實施住居表示，新設歌舞伎町一丁目與歌舞伎町二丁目[7]。
- 1989年4月17日 - 新宿大久保一郵便局移至歌舞伎町二丁目[8]。
- 1990年1月1日 - 新宿大久保一郵便局改稱新宿歌舞伎町郵便局[9]。

### 町名的變遷
| 實施後         | 實施年月日   | 實施前（無備註表示部分區域） |
| -------------- | ------------ | --- |
| 歌舞伎町一丁目 | 1978年7月1日 | 歌舞伎町（全域）、三光町、百人町一丁目、東大久保三丁目（全域）、角筈一丁目（全域）、角筈二丁目（全域）、柏木一丁目（全域）、新宿三丁目 |
| 歌舞伎町二丁目 | 1978年7月1日 | 西大久保一丁目 |

## 交通

### 鐵路
- 西武鐵道新宿線 - 西武新宿站
- 東京都交通局大江戶線 - 東新宿站（僅出入口）
- 東京地下鐵副都心線 - 東新宿站（僅出入口）

### 巴士
靖國通上有「歌舞伎町」「新宿五丁目」巴士站可以利用。经过与靖国通并行的新宿通的巴士路线的最近的站点是「新宿站東出口」巴士站。

下列路線皆是于新宿站西口出发与到达。
- 東京都交通局
  - 宿74系統 新宿站西口方向、東京女子醫大前方向
  - 白61系統 练马站方向、練馬車庫前方向、新宿站西口方向
  - 宿75系統 新宿站西口方向、三宅坂方向、東京女子醫大前方向
  - 品97系統 品川站前方向、新宿站西口方向（只有周日以及法定假日）
  - 早77系統 早稻田方向、新宿站西口方向（平日及周六只有新宿站西口方向）
- 京王巴士東
  - 新宿WE巴士 新宿御苑・都廳循環

### 道路
- 東京都道4號東京所澤線 - 靖國通
- 東京都道305號芝新宿王子線 - 明治通
- 東京都道302號新宿兩國線 - 靖國通（本線：與都道4號東京所澤線重複）・職安通（支線）
- 區役所通

歌舞伎町内南北走向的新宿區區道。全長約500公尺，單向一車道。北至職安通，南至靖國通。因通過區役所而得名，風俗店、餐廳林立。沿線還有新宿棒球打擊練習場、稻荷鬼王神社。這條道路因夜晚昏暗而有治安不佳的印象，因此自2006年起，新宿區與地方商店會發起冬季期間限定的行道樹點燈活動。此外，1996年以前都營巴士宿74系統（僅去程）在白天會駛入區役所通。（現在已廢止）当时在这条路上设有新宿區役所前、同愛醫院前（1982年廢止）以及鬼王神社前巴士站。

## 治安
進入2000年代之後，區內安全條例的制定、巡邏的強化、取締等也比之前嚴厲。於2002年2月新設置50台防止犯罪的攝影機而引來話題。而實際上也達到了減少罪案的效果。
2001年9月1日發生的歌舞伎町大樓火災，導致44人死亡，防災和人權等問題在媒體上引起了一陣議論。
歌舞伎町中，日本黑幫住吉會及其他的組織的事務所據點約有120處，在町內活躍的黑幫成員達1000人。（※120處～根據2004年1月19日）。
在歌舞伎町，非法居留的外國人參與的組織犯罪很多，但於2003年日本入境管理局在這裡設置辦事處與實行打擊之後，非法居留者已經大幅度減少。（在這以前，根據2002年的入境管理局特別集中的資料，非法居留者中韓國、中國、泰國、俄羅斯人佔了75.6％。）
2004年東京都副知事的竹花豊（警察廳出身）就任以後，對店舖採取大規模的取締行動，很多非法的風俗店、成人商店等被停業。又展開了以大規模重新開發與把黑社會組織放逐出歌舞伎町為目的「歌舞伎町文藝復興」（歌舞伎町ルネッサンス）計劃。

## 以歌舞伎町為舞台之作品

### 小說
- 《新宿鮫》 - 大澤在昌
- 《不夜城》 - 馳星周
- 《歌舞伎町導遊》（歌舞伎町案内人） - 李小牧著，根本直樹編集，角川書店發行（ISBN 4-04-373301-1）
- 《午夜中遠方的戀人》（真夜中の遠い彼方） - 佐佐木譲 集英社文庫版：ISBN 4-08-749198-6
- 《都立水商》 - 室積光

### 電影
- 《不文小丈夫之銀座嬉春》(台譯:雞同鴨戀)（導演：葉輝煌、主演：黄霑）
- 《歌舞伎町案内人》（李小牧作者同名書籍改編）（導演：張加貝）
- 《不夜城》（馳星周小說改編）（導演：李志毅、主演：金城武）
- 《新宿驛，東口以東》紀錄片（導演：楊力州、朱詩倩）
- 《情義我心知》（導演：麥兆輝、莊文強、主演：黎明、杜汶澤）
- 《人中之龍 劇場版》(SEGA遊戲改編)（導演：三池崇史、主演：北村一輝、岸谷五朗）
- 《新宿事件》（導演：爾冬陞、主演：成龍）
- 《肥龍過江》2020（監製：王晶、主演：甄子丹）

### 漫畫
- 《城市獵人》（集英社）
- 《20世紀少年》（小學館、1999年）
- 《夜王》 - 倉科遼原著，2006年由TBS改編為電視劇，由松岡昌宏主演（集英社）
- （講談社）
- HEAT -灼熱-（小學館）
- 《新恐怖寵物店》-（東立）
- 《帝王》 - 倉科遼原著，2009年由TBS改編為電視劇，由塚本高史主演（小學館）
- 《銀魂》-（集英社）
- 《深夜食堂》-（小學館）

### 動畫
- 《歌舞伎町夏洛克》

### 音樂
- 《歌舞伎町的女王》（歌舞伎町の女王，椎名林檎）

### 電視遊戲
- 《人中之龍》系列（龍が如く） - 世嘉（SEGA）（舞台“神室町”原型即为歌舞伎町）
- 《審判之眼：死神的遺言》（JUDGE EYES：死神の遺言） - 世嘉（SEGA）（人中之龍衍生作品）

### 電視影集
- 《夜王系列》 ─(導演群不詳)

## 備註
1. ↑  『角川日本地名大辞典 13 東京都』、角川書店、1991年再版、P873
2. ↑  新宿区の住居表示実施状況PDF - 新宿区公式ウェブサイト 2015年8月13日閲覧。
3. ↑  .   [2015-08-13]. （原始内容存档于2015-09-23）.
4. ↑  同年2月17日、郵政省告示第38号
5. ↑  同日、首都建設委員会公告第2号
6. ↑  同日、東京都条例第103号「風俗営業等取締法施行条例の一部を改正する条例」
7. ↑  同年10月4日、自治省告示第174号
8. ↑  同年4月18日、郵政省告示第253号
9. ↑  1989年12月5日、郵政省告示第782号
10. ↑  新宿區HPのニュースリリース 的存檔，存档日期2007-12-11.

## 外部連結
- 夜生活
- 歌舞伎町文艺复兴 官方网站 - 提供歌舞伎町的娱乐的信息，活动的信息的网站 -
- 歌舞伎町商店街振興組合 （页面存档备份，存于）
- 歌舞伎町の歩き方 （页面存档备份，存于）
- 歌舞伎町コミューン